# Luciano Di Palma
Luciano Di Palma (Roma, 25 maggio 1944 – 8 marzo 2016) è stato un judoka italiano.

## Biografia
Nato a Roma nel 1944, durante la carriera ha gareggiato nella categoria di peso dei 70 kg. Ha iniziato a praticare il judo a 17 anni, nel 1961.
A 28 anni ha partecipato ai Giochi olimpici di Monaco di Baviera 1972, nei 70 kg, venendo sconfitto ai sedicesimi di finale dal sudcoreano Jang In-gwon.
È morto nel 2016, a 71 anni.